# Contay
Contay est une commune française située dans le département de la Somme, en région Hauts-de-France.

## Géographie

### Localisation

#### Communes limitrophes
| Hérissart    | Toutencourt |            |
| Bavelincourt | Contay      | Vadencourt |
|              | Baizieux    |            |

### Description

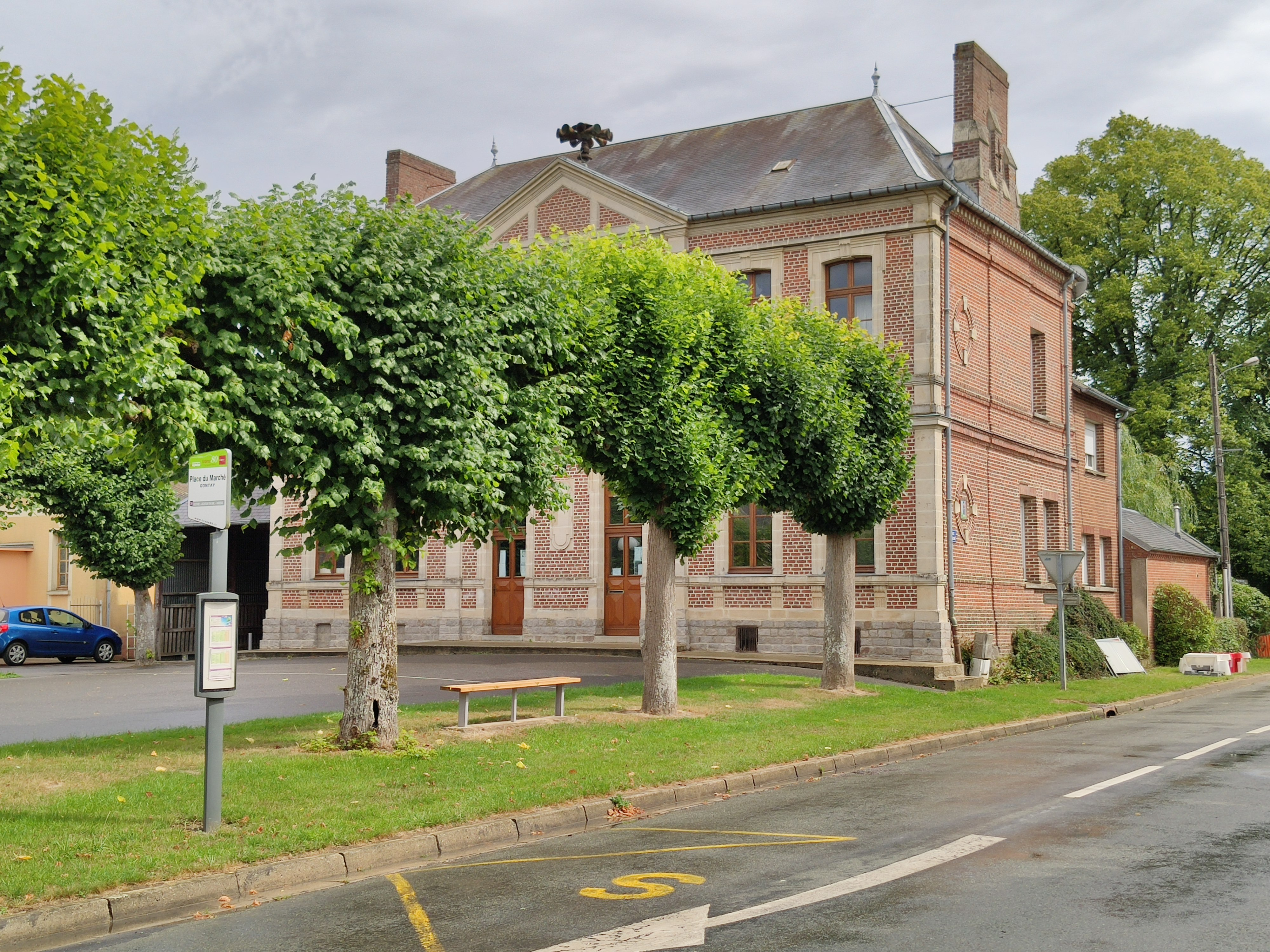
Arrêt d'autocar de la Place du marché.

Contay est un village rural picard de l'Amiénois situé à une vingtaine de kilomètres au nord-est d'Amiens, à une douzaine à l'ouest d'Albert et une quarantaine au sud-ouest d'Arras, sur l'ancienne route nationale 319, actuelle RD 919 reliant Amiens à Arras.
La localité est desservie en 2019 par les autocars du réseau interurbain Trans'80 Hauts-de-France.
Le sol et le sous-sol de la commune sont composés de trois ensembles à peu près de même taille, un ensemble argileux situé dans les bas-fonds de la commune, un ensemble siliceux et un ensemble calcaire.

### Hydrographie

#### Réseau hydrographique
La commune est située dans le bassin Artois-Picardie. Elle est drainée par la rivière d'Hallue et le Moulin,.
L'Hallue, d'une longueur de 16 km, prend sa source dans la commune de Vadencourt et se jette  dans la Somme canalisée en limite des communes de Daours et de Vecquemont, après avoir traversé onze communes. Les caractéristiques hydrologiques de l'Hallue sont données par la station hydrologique située sur la commune. Le débit moyen mensuel est de 0,557 m3/s. Le débit moyen journalier maximum est de 3,28 m3/s, atteint lors de la crue du 28 avril 2001. Le débit instantané maximal est quant à lui de 3,48 m3/s, atteint le 27 avril 2001.

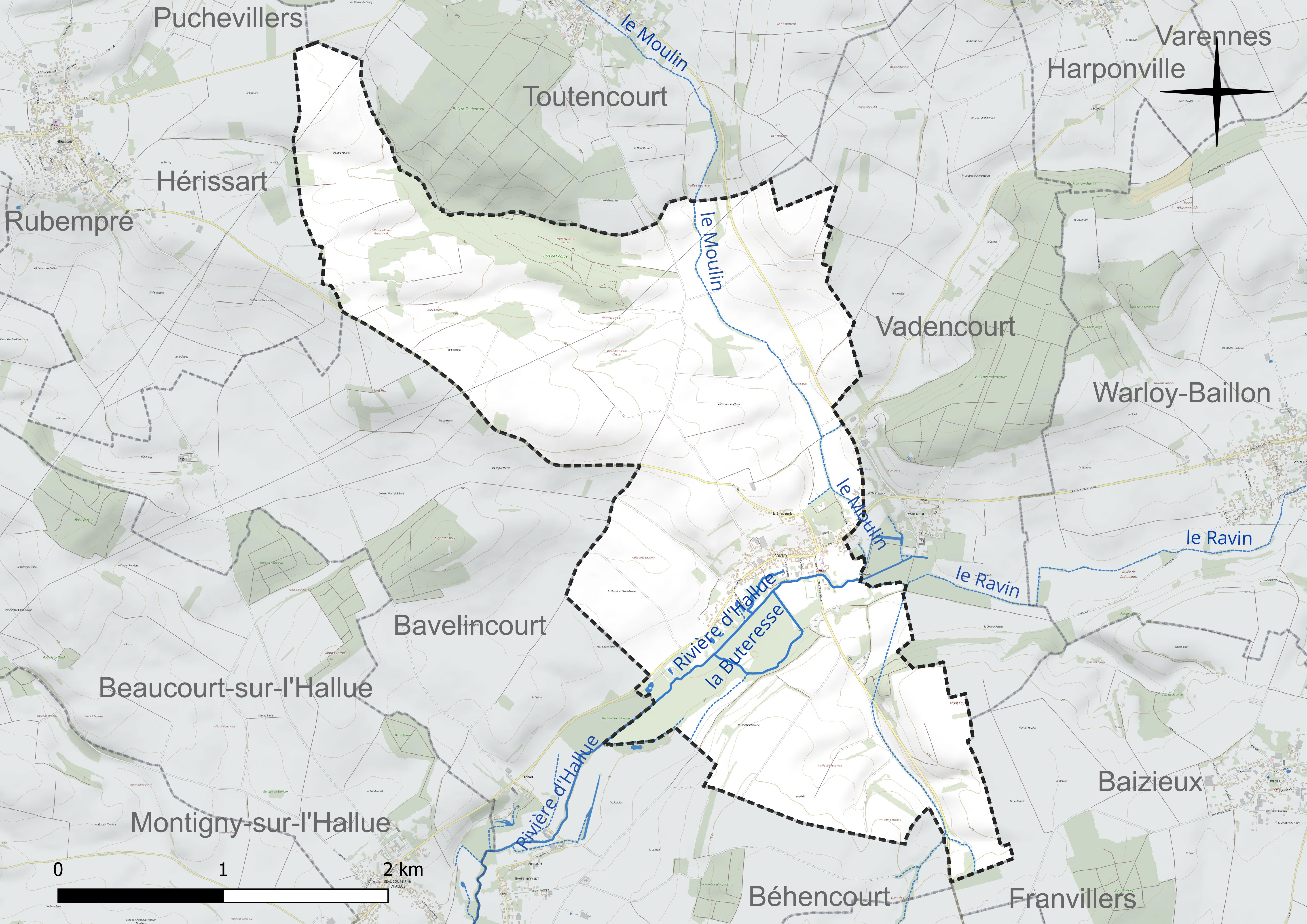
Réseau hydrographique de Contay.

#### Gestion et qualité des eaux
Le territoire communal est couvert par le schéma d'aménagement et de gestion des eaux (SAGE) « Somme aval et Cours d'eau côtiers ». Ce document de planification concerne un territoire de 1 835 km2 de superficie, délimité par le bassin versant de la Somme canalisée. Le périmètre a été arrêté le 29 avril 2010 et le SAGE proprement dit a été approuvé le 6 août 2019. La structure porteuse de l'élaboration et de la mise en œuvre est le syndicat mixte d'aménagement hydraulique du bassin versant de la Somme (AMEVA).
La qualité des cours d'eau peut être consultée sur un site dédié géré par les agences de l'eau et l'Agence française pour la biodiversité.

### Climat
Pour des articles plus généraux, voir Climat des Hauts-de-France et Climat de la Somme.
En 2010, le climat de la commune est de type climat océanique dégradé des plaines du Centre et du Nord, selon une étude du CNRS s'appuyant sur une série de données couvrant la période 1971-2000. En 2020, Météo-France publie une typologie des climats de la France métropolitaine dans laquelle la commune est exposée à un climat océanique et est dans la région climatique Nord-est du bassin Parisien, caractérisée par un ensoleillement médiocre, une pluviométrie moyenne régulièrement répartie au cours de l'année et un hiver froid (3 °C).
Pour la période 1971-2000, la température annuelle moyenne est de 10,4 °C, avec une amplitude thermique annuelle de 13,9 °C. Le cumul annuel moyen de précipitations est de 745 mm, avec 12,3 jours de précipitations en janvier et 8,4 jours en juillet. Pour la période 1991-2020, la température moyenne annuelle observée sur la station météorologique la plus proche, située sur la commune de Méaulte à 13 km à vol d'oiseau, est de 10,7 °C et le cumul annuel moyen de précipitations est de 730,3 mm,. Pour l'avenir, les paramètres climatiques de la commune estimés pour 2050 selon différents scénarios d'émission de gaz à effet de serre sont consultables sur un site dédié publié par Météo-France en novembre 2022.

## Urbanisme

### Typologie
Au 1er janvier 2024, Contay est catégorisée commune rurale à habitat dispersé, selon la nouvelle grille communale de densité à sept niveaux définie par l'Insee en 2022.
Elle est située hors unité urbaine. Par ailleurs la commune fait partie de l'aire d'attraction d'Amiens, dont elle est une commune de la couronne,. Cette aire, qui regroupe 369 communes, est catégorisée dans les aires de 200 000 à moins de 700 000 habitants,.

### Occupation des sols
L'occupation des sols de la commune, telle qu'elle ressort de la base de données européenne d'occupation biophysique des sols Corine Land Cover (CLC), est marquée par l'importance des territoires agricoles (85,4 % en 2018), une proportion sensiblement équivalente à celle de 1990 (85,1 %). La répartition détaillée en 2018 est la suivante : 
terres arables (83 %), forêts (10,7 %), zones urbanisées (3,9 %), prairies (2,4 %). L'évolution de l'occupation des sols de la commune et de ses infrastructures peut être observée sur les différentes représentations cartographiques du territoire : la carte de Cassini (XVIIIe siècle), la carte d'état-major (1820-1866) et les cartes ou photos aériennes de l'IGN pour la période actuelle (1950 à aujourd'hui).

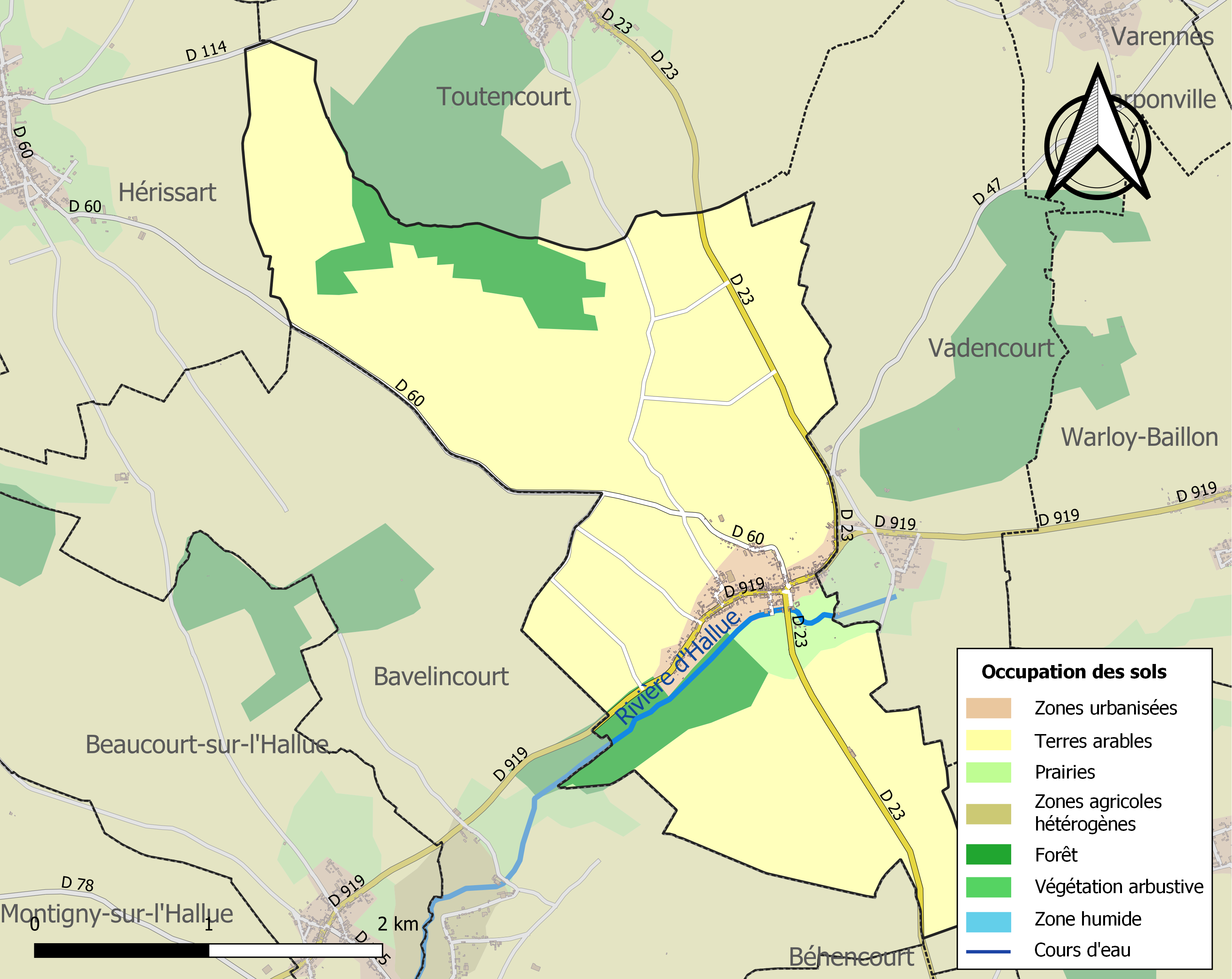
Carte des infrastructures et de l'occupation des sols de la commune en 2018 (CLC).

## Toponymie

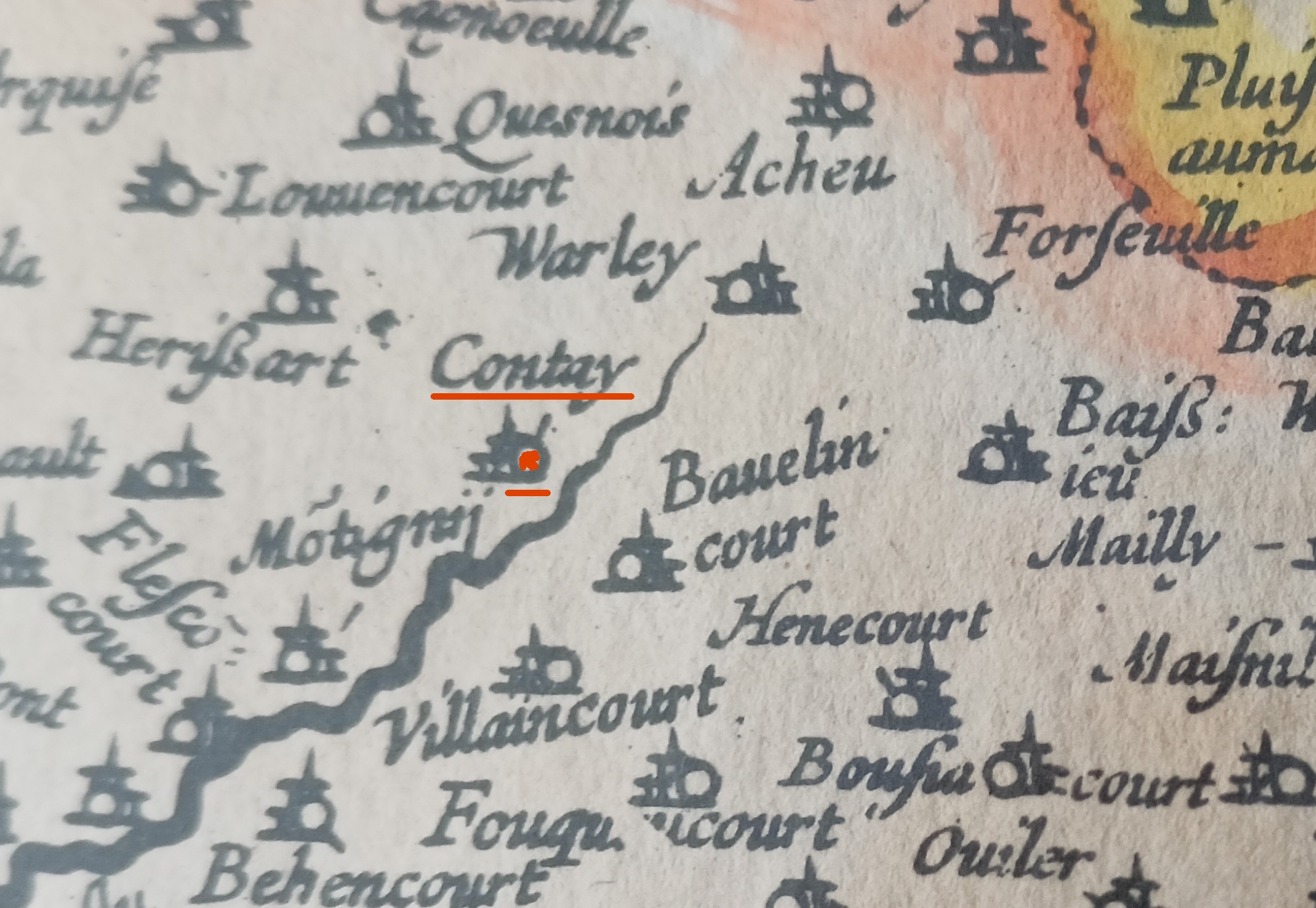
Contay sur une carte de la Picardie de 1620.

Les deux villages de Conty et Contay portent la même forme Contiacum dans les anciens titres.

Les textes anciens nous fournissent Contey (1147), Conttaium (1227), Contai (1174), Contaium (1227), Contiacum (1343),

## Histoire
En 1471, le duc de Bourgogne Charles le Téméraire, venant faire le siège d'Amiens, passe à Contay avec 30 000 soldats.
En 1507, la descendante de Robert Le Josne, Françoise de Contay épouse Jean II d'Humières, gouverneur de Péronne (cf. l'article Clermont-Nesle >Acheux et Flavy).
En 1526, le roi de France François Ier séjourne au château de Contay après sa défaite à Pavie.
Lors des Guerres de Religion, vers 1588, après l'assassinat du duc de Guise, les ligueurs de la région picarde, exaspérés, envoyèrent des troupes et des munitions à Contay.
En 1595, la seigneurie  de Contay passe à Louis de Crevant, vicomte de Brigneul, gouverneur de Ham et de Compiègne.
Le 2 avril 1636, sur les ordres du gouverneur de Doullens, le capitaine Pagès commandant la cavalerie de Péronne et monsieur Fay commandant les Volontaires de la Tour de Contay attaquent de nuit le fort d'Hébuterne occupé par les Espagnols.
En 1649, le camp volant[C'est-à-dire ?] du vidame d'Amiens arriva dans la vallée de Contay.
En 1785, un incendie brûle 52 maisons.
Le 5 décembre 1815 arrive à Contay le docteur Trannoy pour soigner une fièvre gastro-dynamique qui sévissait depuis deux mois.
Une loi de germinal an X, accorde aux protestants le droit d'exercer leur culte, et de fait, d'avoir des pasteurs et des temples. La présence de la foi réformée est attestée dès le XVIe siècle à l'est d'Amiens, et à la fin du siècle des Lumières à Contay même, mais la communauté se révéla assez importante au XIXe siècle pour qu'on construise un temple (1828), un cimetière (1823), et qu'on organise une école (créée par le conseil académique de la Somme en 1851, et supprimée en 1886),. L'importante population protestante de Contay explique que le premier pasteur officiel du département, Laurent Cadoret, se soit installé à Contay plutôt qu'à Amiens.
Une première école communale est construite en 1831-1832 sur la place du village par le maçon Augustin Lenoel, sur les plans de l'ingénieur architecte Charles Sordi, pour un coût de 3200 francs de l'époque environ. Elle se dote également en 1852 d'une école de filles, dirigée par une sœur de la Sainte-Famille. Les élèves protestants sont scolarisés à l'école publique lors de la suppression en 1886 de l'école réformée dont disposait leur communauté.
Lors de la Guerre franco-allemande de 1870, le 20 décembre 1870, le général Faidherbe donne à Contay ses instructions à son état-major à la veille de la bataille de l'Hallue.
Au XIXe siècle, Contay est le siège d'un important marché, notamment pour les bestiaux. L'ampleur de la place du marché et sa dénomination témoignent encore de cette activité commerciale.
Après la Seconde Guerre mondiale, la commune est décorée de la Croix de Guerre 1939-1945 avec étoile de bronze.
Circonscriptions d'Ancien Régime
Dans l'ordre religieux, la paroisse catholique de Contay relevait du doyenné de Mailly, archidiaconé et diocèse d'Amiens.
En ce qui concerne l'administration civile, fiscale et militaire, le village relevait de la prévôté de Beauquesne et du bailliage d'Amiens jusqu'en 1748, puis du bailliage et siège présidial d'Amiens ; une partie du village relevait de la prévôté de Fouilloy, bailliage d'Amiens. L'ensemble  faisait partie de l'élection de Doullens, intendance de Picardie; grenier à sel de Corbie.

## Politique et administration

### Rattachements administratifs et électoraux
La commune se trouve dans l'arrondissement d'Amiens du département de la Somme. Pour l'élection des députés, elle fait partie depuis 2012 de la quatrième circonscription de la Somme.
Elle faisait partie depuis 1801 du canton de Villers-Bocage. Dans le cadre du redécoupage cantonal de 2014 en France, Contay est désormais rattachée au canton de Corbie.

### Intercommunalité
Contay était membre de la communauté de communes Bocage Hallue, créée fin 1999.
Dans le cadre des dispositions de la loi portant nouvelle organisation territoriale de la République du 7 août 2015, qui prévoit que les établissements publics de coopération intercommunale (EPCI) à fiscalité propre doivent avoir un minimum de 15 000 habitants, cette intercommunalité fusionne avec ses voisines pour former, le 1er janvier 2017, la communauté de communes du Territoire Nord Picardie, dont est désormais membre la commune.

## Population et société

### Démographie
L'évolution du nombre d'habitants est connue à travers les recensements de la population effectués dans la commune depuis 1793. Pour les communes de moins de 10 000 habitants, une enquête de recensement portant sur toute la population est réalisée tous les cinq ans, les populations de référence des années intermédiaires étant quant à elles estimées par interpolation ou extrapolation. Pour la commune, le premier recensement exhaustif entrant dans le cadre du nouveau dispositif a été réalisé en 2006.

En 2022, la commune comptait 310 habitants, en évolution de −15,3 % par rapport à 2016 (Somme : −1,26 %, France hors Mayotte : +2,11 %).
| 1793 | 1800 | 1806 | 1821 | 1831 | 1836 | 1841  | 1846  | 1851  |
| ---- | ---- | ---- | ---- | ---- | ---- | ----- | ----- | ----- |
| 630  | 481  | 733  | 765  | 969  | 985  | 1 023 | 1 046 | 1 042 |

| 1856 | 1861 | 1866 | 1872 | 1876 | 1881 | 1886 | 1891 | 1896 |
| ---- | ---- | ---- | ---- | ---- | ---- | ---- | ---- | ---- |
| 940  | 910  | 770  | 699  | 645  | 594  | 574  | 567  | 519  |

| 1901 | 1906 | 1911 | 1921 | 1926 | 1931 | 1936 | 1946 | 1954 |
| ---- | ---- | ---- | ---- | ---- | ---- | ---- | ---- | ---- |
| 483  | 445  | 420  | 377  | 358  | 331  | 317  | 339  | 287  |

| 1962 | 1968 | 1975 | 1982 | 1990 | 1999 | 2006 | 2011 | 2016 |
| ---- | ---- | ---- | ---- | ---- | ---- | ---- | ---- | ---- |
| 294  | 301  | 285  | 294  | 333  | 353  | 374  | 365  | 366  |

| 2021 | 2022 | - | - | - | - | - | - | - |
| ---- | ---- | - | - | - | - | - | - | - |
| 328  | 310  | - | - | - | - | - | - | - |

### Enseignement
La commune fait partie du regroupement pédagogique intercommunal (RPI) du Mont-Fay qui rassemble les enfants de Warloy-Baillon et de Contay. Il comptait 4 classes en 2016, deux dans chaque commune,.

### Sports
La commune dispose d'un terrain de football.

## Culture locale et patrimoine

### Lieux et monuments

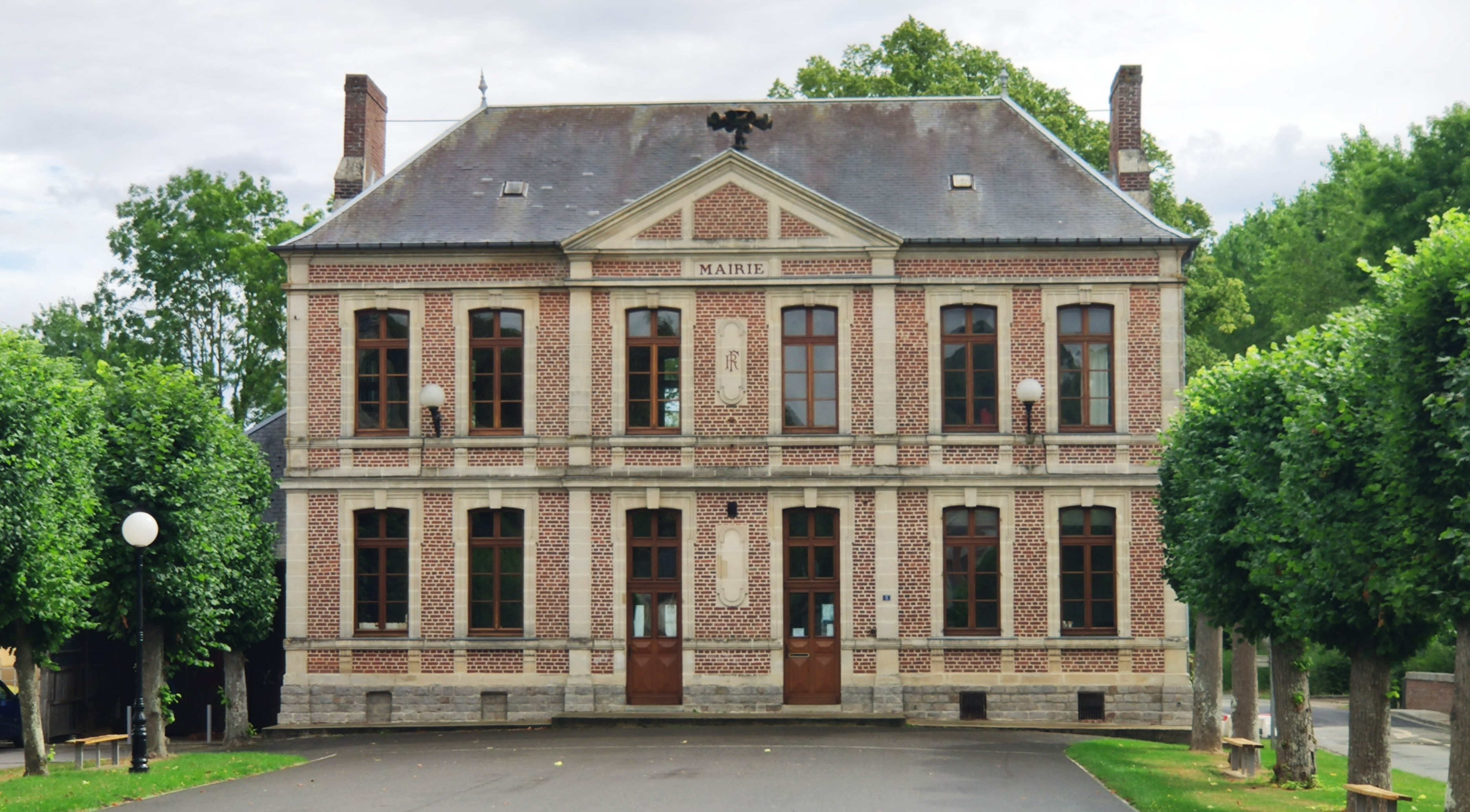
La mairie.

- Mairie de Contay, important bâtiment en briques à étage carré, sur solin de grès. La façade, ornée de deux bandeaux et d'une corniche denticulée, est couronnée par un fronton triangulaire. Sur le toit se dressent deux épis de faîtage.

Elle est construite de 1877 à 1882 comme mairie-école par Adolphe Dufossé, entrepreneur à Saint-Gratien, sur les plans de l'architecte amiénois Alphonse Sévin. En cours de chantier, le conseil municipal décide d'augmenter l'emploi de la pierre afin de ne pas être en reste du presbytère voisin. Une partie du coût est financée par la commune de Vadencourt, réunie à Contay pour le service de l'instruction primaire. Un préau et une buanderie sont ajoutés en 1906 par l'architecte amiénois Alfred Cuvillier. Les réparations consécutives aux dommages de guerre sont menées de 1920 à 1923 par l'entrepreneur Tant, selon le devis de l'architecte Mézelle, tous les édifices de la place ayant souffert des explosions. En 1966, un petit bâtiment est ajouté au sud pour relier l'ancienne dépendance à la mairie-école, l'ensemble formant actuellement un logement.
- Château de Contay, 4 rue du Château[35] : 
Le château de Contay se trouve en bordure de la route d'Amiens à Arras qui constitue la rue principale du village. Il est entouré d'un parc de cinq hectares, délimité par un mur d'enceinte en calcaire et en brique.

En 1595, le château se trouvait en bordure de l'Hallue, plus près de l'église que l'édifice actuel. Il aurait été détruit vers 1636, au moment du siège de Corbie. En 1702, le domaine fut acheté par Barthelemy d'Amiens. Cette famille le fit construire le château actuel en 1753 pour Barthélémy d'Amiens, ou pour son gendre Gilbert Morel de Bécordel. Les chambres au premier étage conservent encore des boiseries du XVIIIe siècle, d'un style assez dépouillé. Les pièces d'apparat en revanche, ont été redécorées sous le Second Empire
L'édifice actuel est donc un exemple d'architecture du XVIIIe siècle. Le corps de logis présente un plan en U. À l'ouest du corps de logis s'élève un corps de ferme dont l'entrée est marquée sur la rue par un porche en craie. Cette ferme comporte plusieurs bâtiments du XVIIIe siècle : le logis du fermier, une écurie et un pigeonnier de plan octogonal,,. La façade et les toitures sont inscrits à l'inventaire supplémentaire des monuments historiques en 2010 puis en 2015. Une collecte est organisée pour la rénovation de la ferme du château

Le château de Contay
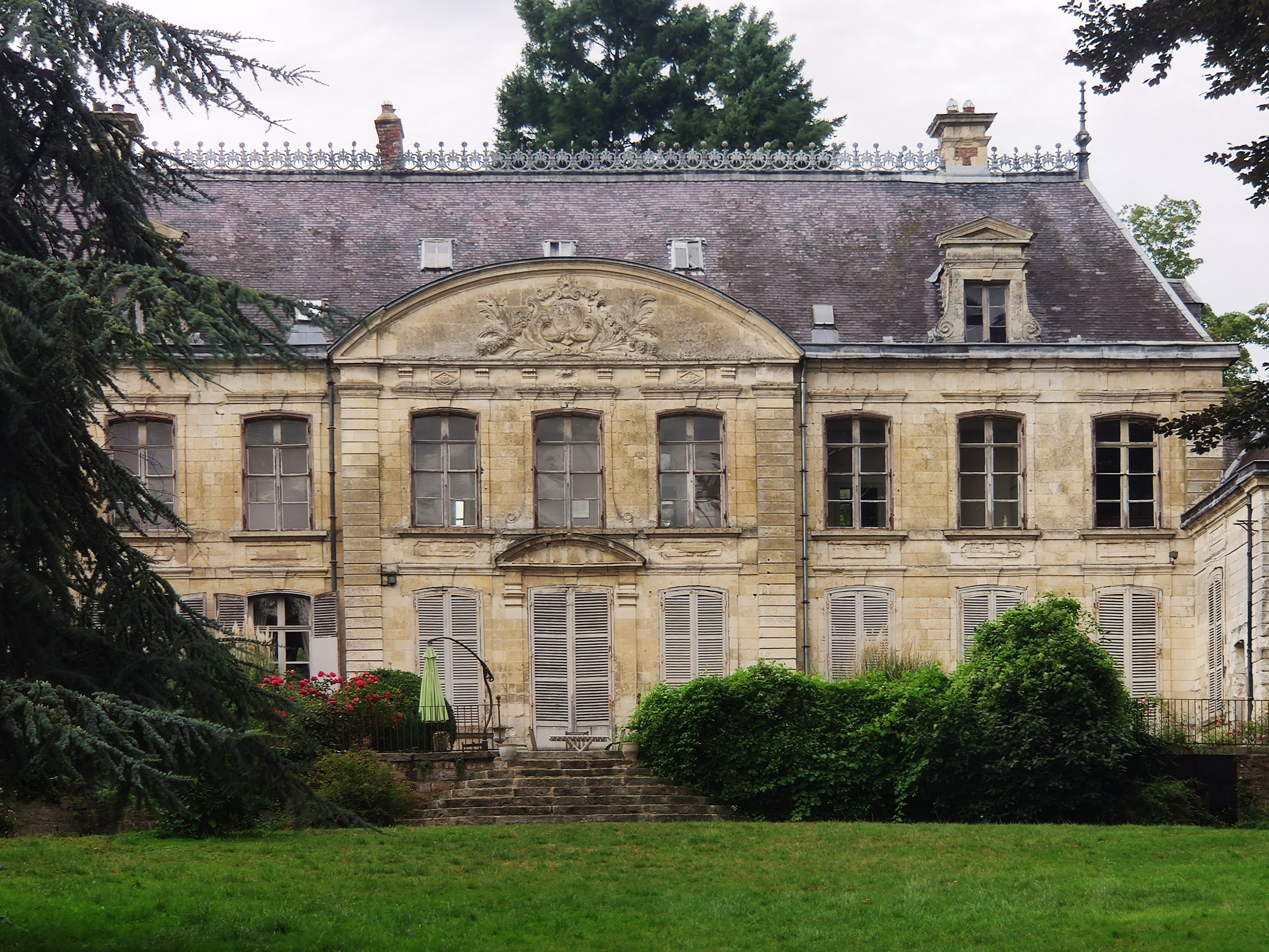
Vue générale
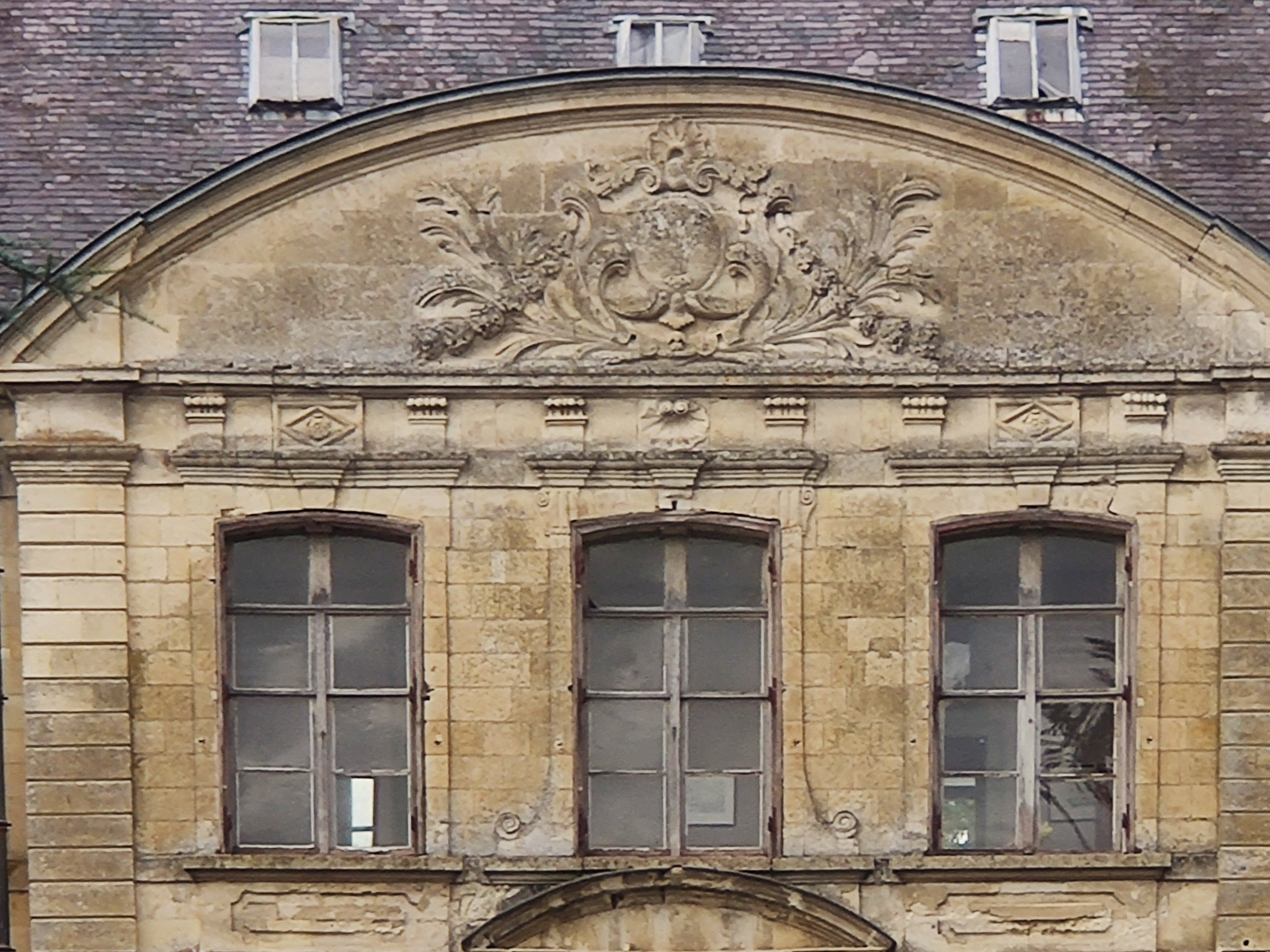
Détail du fronton, où étaient visibles les armes de  Barthélémy d'Amiens

- Église paroissiale Saint-Hilaire
L'église est dédiée à saint Hilaire. Elle se compose d'une nef à deux vaisseaux, d'un transept et d'un chœur avec abside à trois pans. La tour du clocher est accolée au portail, du côté nord. La façade est formée d'un mur pignon dont le portail est surmonté d'une large fenêtre. Les remplages flamboyants de celle-ci et quadrilobes de la balustrade, au-dessus du portail, sont des réfections effectuées en 1862. À la même date, la partie supérieure du clocher alors « surchargée d'une masse de briques aussi pesante que disgracieuse » a été remplacée par une flèche[40].

L'église Saint-Hilaire
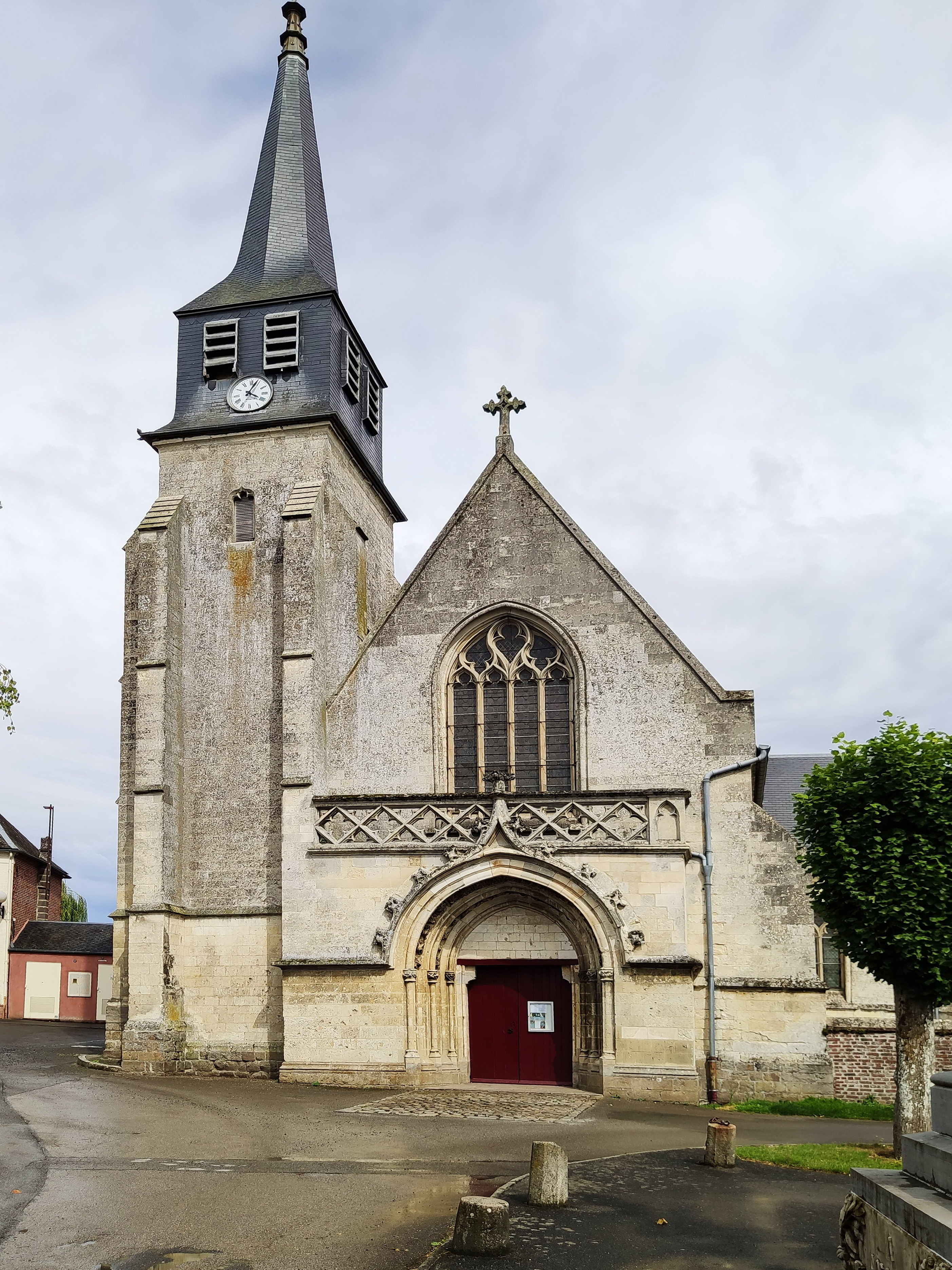
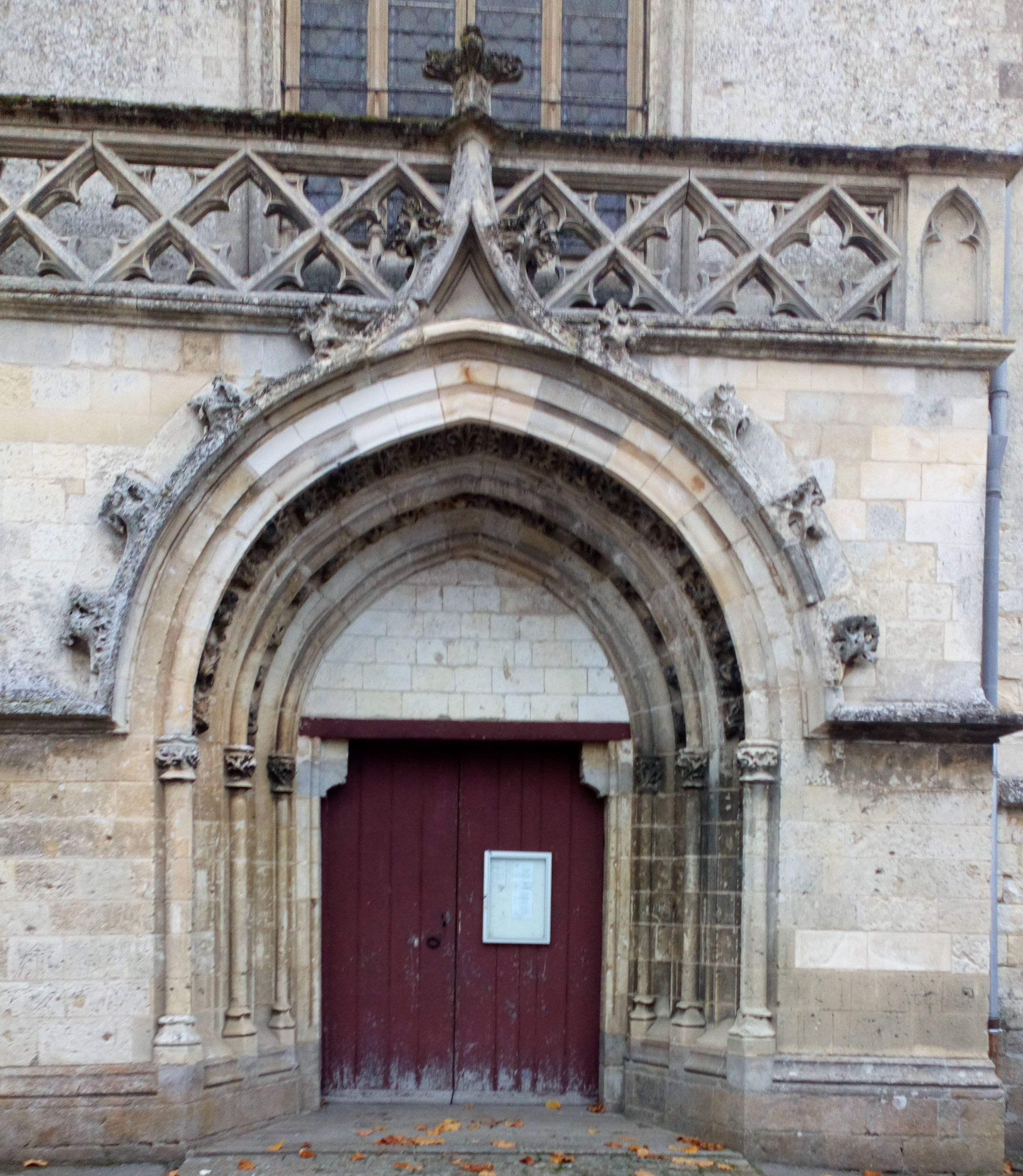
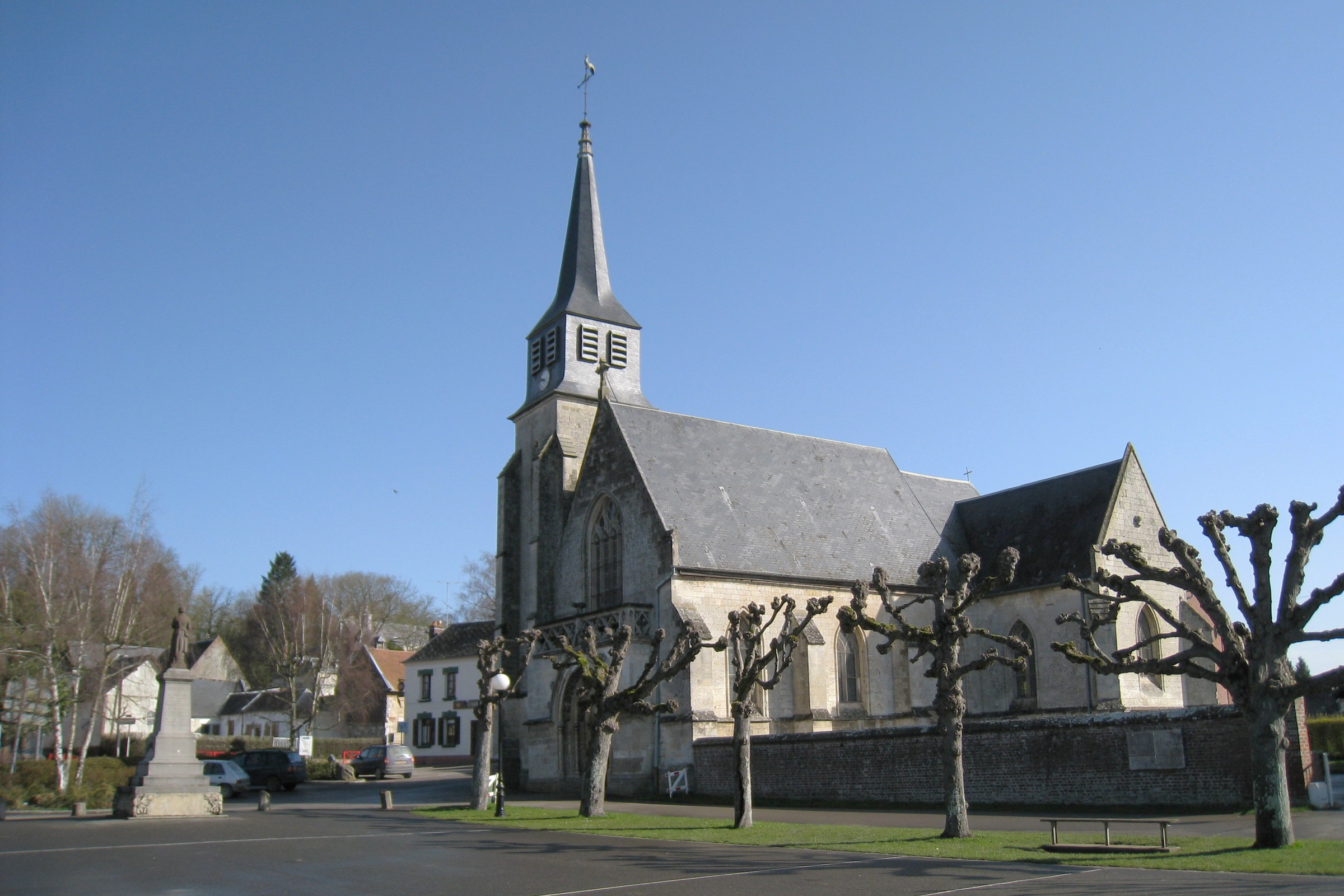
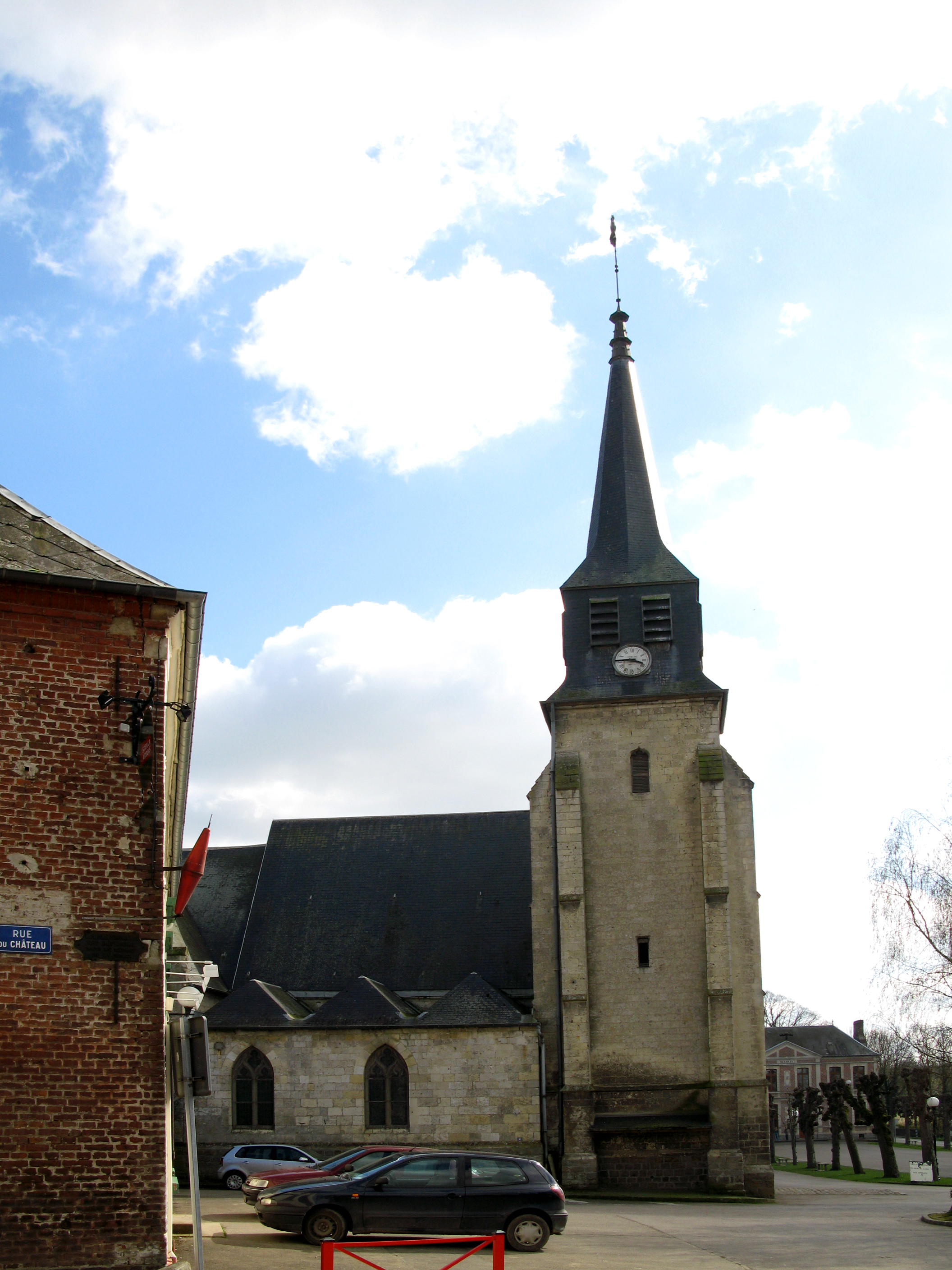

- Temple protestant

Le temple est édifié en 1829, grâce à une subvention de Charles X, sur un terrain acquis par la communauté protestante en 1828. La dédicace a lieu le 11 juin 1829. En 1867, des réparations urgentes doivent être effectuées, car les fondations se sont affaissées, occasionnant des lézardes. Ainsi, la porte d'entrée est murée en 1868. Elle se trouvait alors sur le pignon ouest de l'édifice. En 1870, le temple est restauré par Jules Vérité, menuisier de Contay, sur les plans de l'architecte amiénois Leullierelle, l'entrée primitive est remplacée par une rosace ornée d'un pentagramme inversé, et l'on crée une nouvelle entrée en construisant un porche à péristyle, avec un petit fronton triangulaire, sur la façade donnant sur la Grand-Rue, donnant ainsi au temple l'allure appropriée à un culte reconnu par l'Etat.
Le temple est un édifice néo-classique de plan rectangulaire, en briques, comportant un soubassement en grès. On peut y lire la date de 1828, portée en fers d'ancrage,,,.

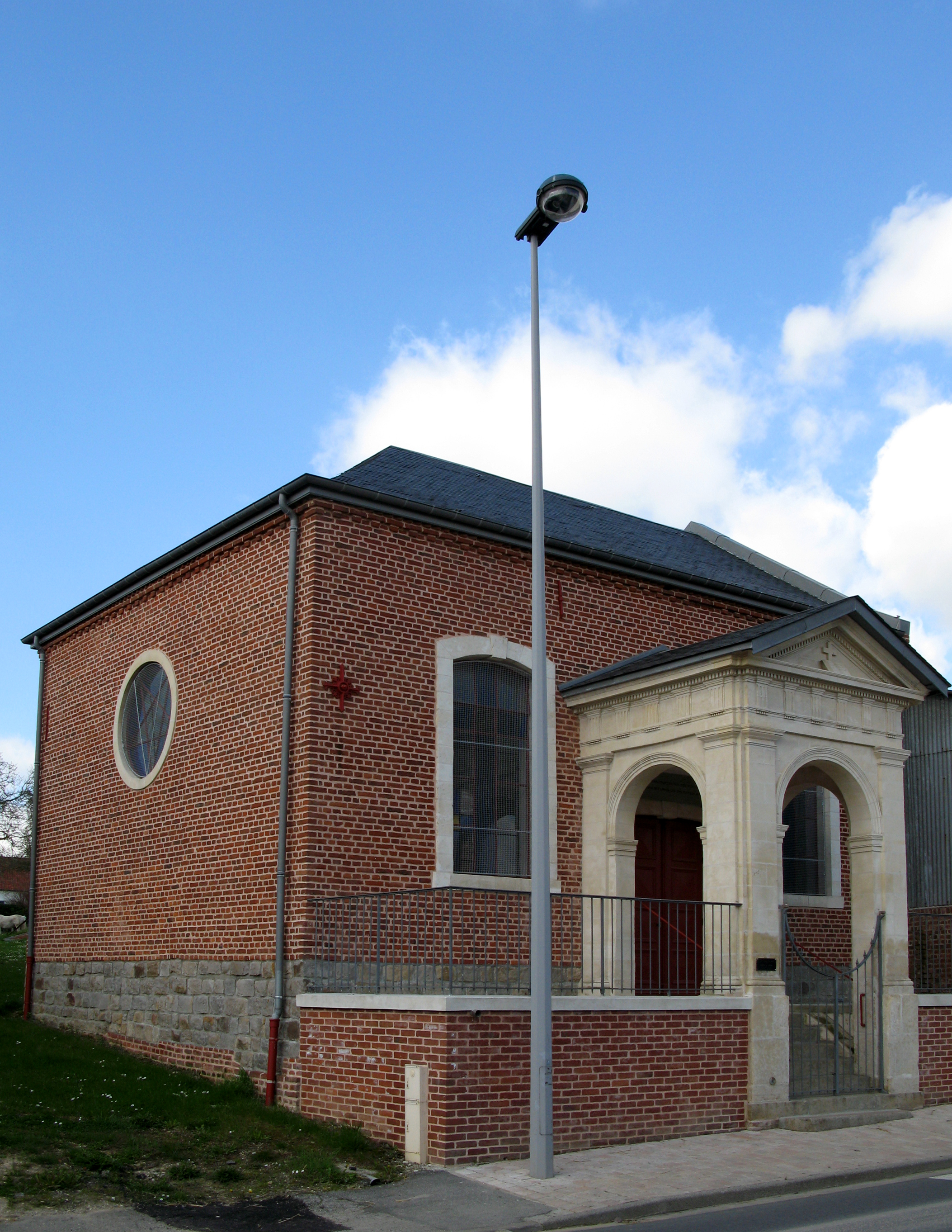
Le temple protestant.

- Cimetière protestant, chemin rural de Daours à Vadencourt, près de l'Hallue, face au cimetière catholique.
Contay est la seule commune de l'ancien  canton de Villers-Bocage à disposer d'un cimetière protestant.

En application du décret du 23 prairial an XIII, les maires de Contay s'opposèrent à partir de 1805 à l'inhumation des protestants  dans le cimetière communal, un terrain leur ayant été attribué au nord du village. Mais ce site ne satisfaisait pas la communauté, et les tensions étaient vives. Le cimetière actuel fut finalement créé en 1823, sur un terrain accepté par le pasteur Cadoret et la communauté protestante de Contay.
C'est un enclos triangulaire entouré de haies, comportant plusieurs tombes où sont gravés des versets bibliques
- Cimetière militaire britannique, à l'entrée du village de Contay sur la D23 en venant d'Amiens. Il abrite la sépulture de 1132 soldats, dont 698 du Royaume Uni, 414 canadiens, 29 australiens et 1 d'Afrique du Sud[47],[48].

- Monument aux morts[49].
- Maison de maître, 1 rue Neuve, construite à la fin du XIXe siècle pour Arthur Langlet, ancien maire de Contay, décédé en 1898[50].
- Ancienne auberge, 15, Grande rue, construite vers 1820[51]
- Statue Notre-Dame de la Route 
Édifiée en 1955, sous l'impulsion du curé du village, l'abbé Léon Wattiez[52].

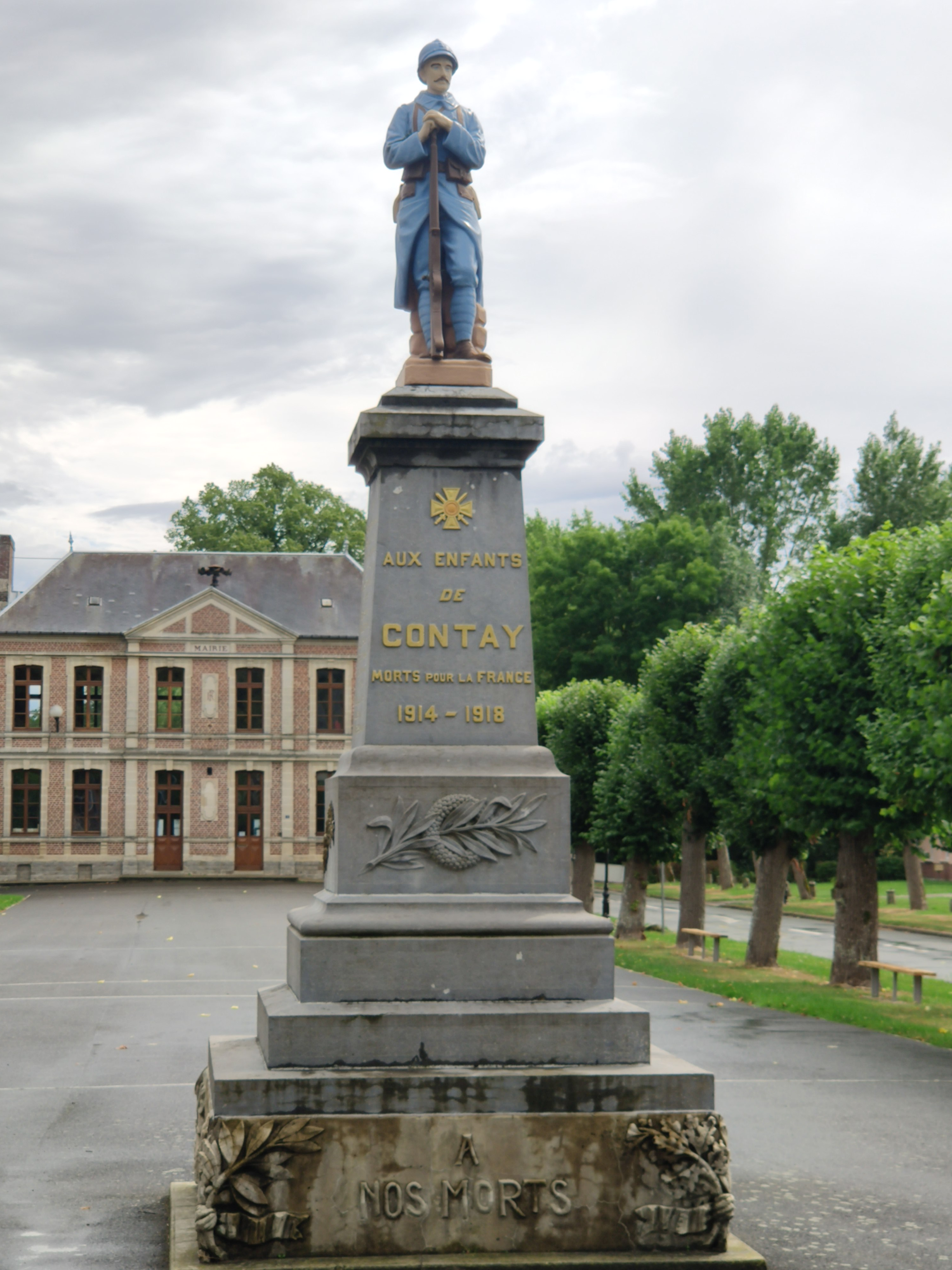
Le monument aux morts
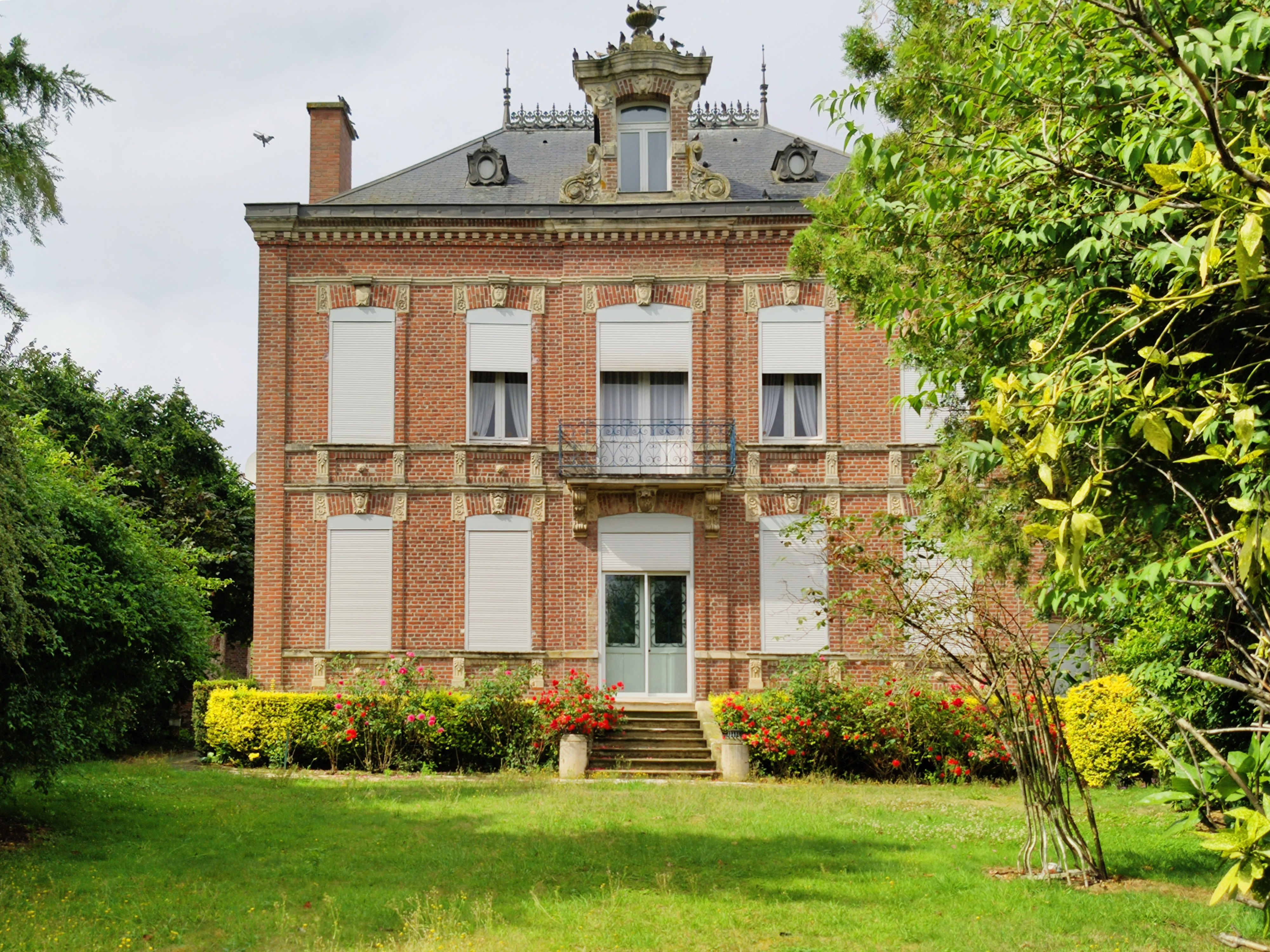
Maison de maître
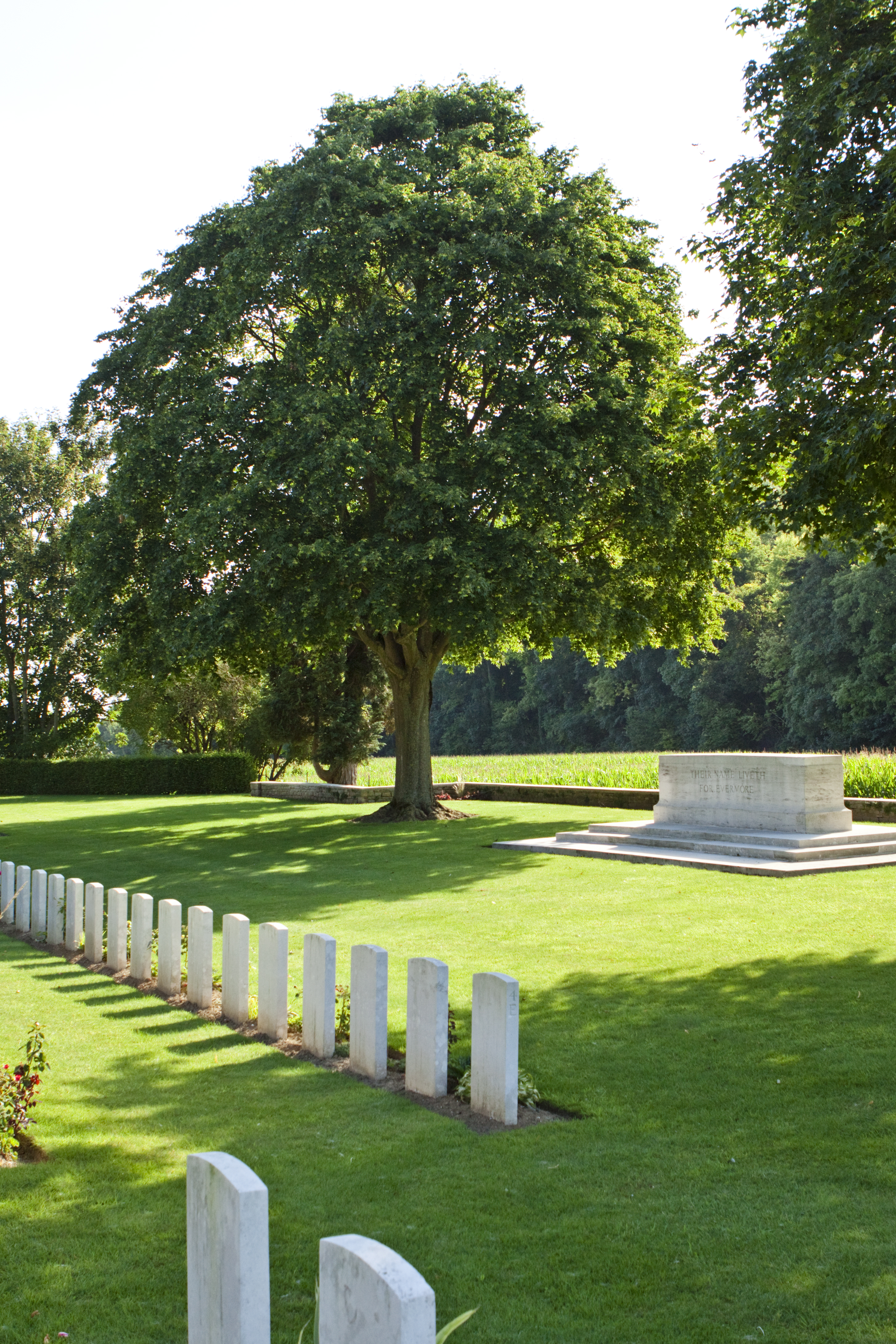
Cimetière militaire
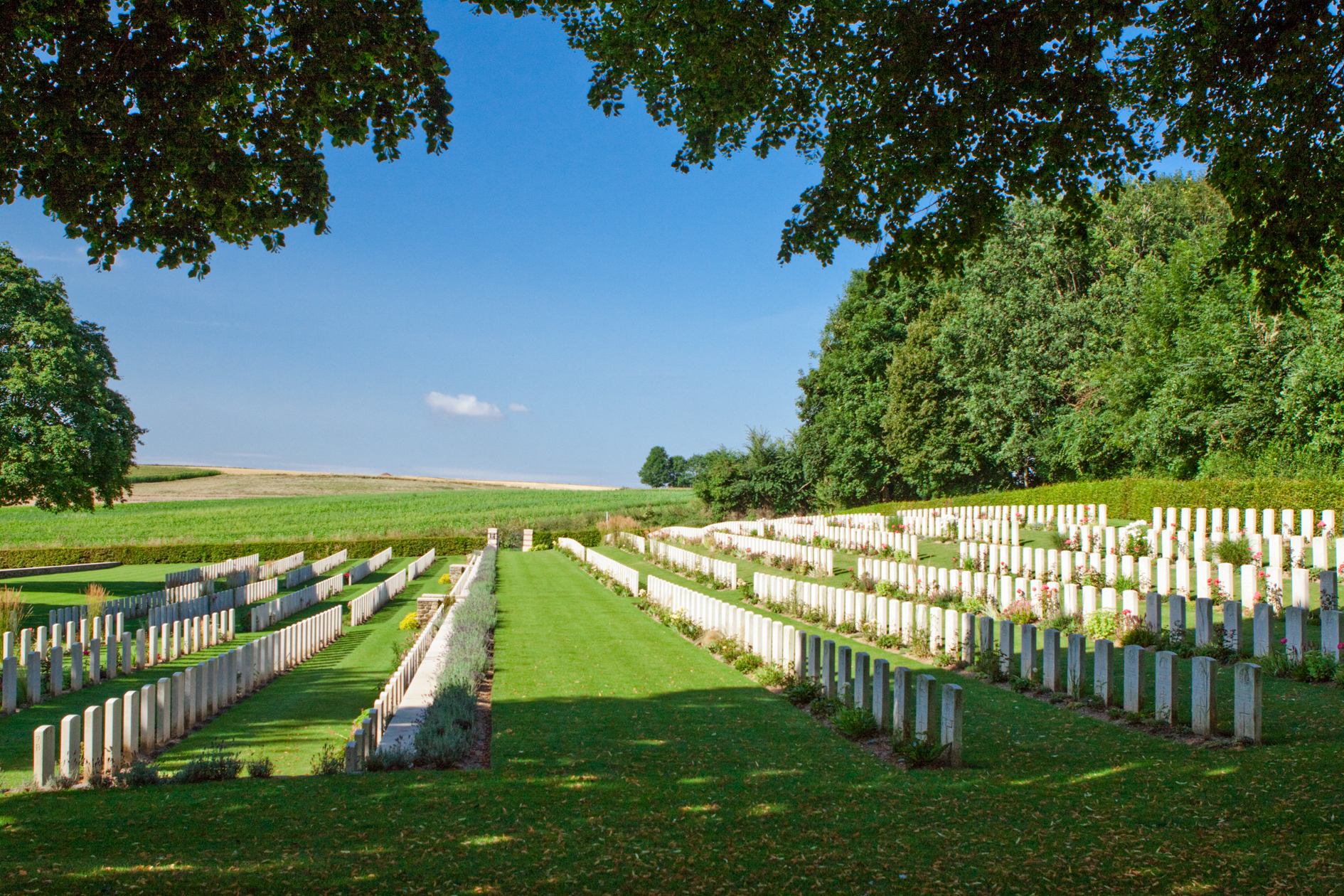

### Contay dans les arts
Le Sire de Contay est cité dans le roman de Walter Scott Anne de Geierstein, souvent traduit en français sous le titre de  Charles le Téméraire.

### Héraldique
|  | Les armes de la commune se blasonnent ainsi : fascé d'argent et de gueules à la bordure d'azur. |

## Pour approfondir